# Лаготто-романьоло
Лаго́тто-романьо́ло, или италья́нская водяна́я соба́ка (итал. lagotto romagnolo — «озерная собака из Романьи»), — древняя порода собак, отнесённая к 8 группе по классификации МКФ. Выведена на севере Италии в XVI веке. Благодаря выдающемуся чутью используется для поиска трюфелей. Распространены в Италии, Швеции, Великобритании, Франции, США, Австралии.
Несмотря на то, что порода очень древняя, она официально признана Международной кинологической федерацией на временной основе лишь в 1995 году, а на постоянной — в 2005 году.

## Происхождение
О происхождении этой породы существует лишь одна версия, но и она ставится под сомнение.
Она заключается в том, что порода лаготто-романьоло происходит от торфяной собаки (Canis familiaris palustris Rutimeyer), жившей в период с 10 000-х до 6000-х годов до н. э. Считается, что от неё произошли такие распространённые породы собак, как шпицы, терьеры, пинчеры и др. Этой версии придерживается президент Итальянского клуба породы Дж. Морсиани. Однако она считается маловероятной, так как предком гончеобразных, к которым относят лаготто-романьоло, является пепельная собака или Intermedius. Останки её обнаружил чехословацкий учёный-палеонтолог Янош Непомук Волдржих в 1872 году. Именно пепельную собаку считают предком спаниелей, гончих, легавых и др. охотничьих пород.
Древность породы точно доказана, о «курчавых» собаках упоминает шведский натуралист К. Линней. в XVIII веке, Эудженио Раймонди в XVII веке. Оба они описывают собаку, имеющую яркие отличительные особенности: курчавую жёсткую шерсть, весёлый и дружелюбный характер и великолепные способности к охоте на воде. В частности, лаготто прекрасно плавали, легко обучались, свободно и без вреда для себя ныряли вслед за подбитой дичью в воду с ледяной коркой (их прекрасно защищала плотная шерсть — одно из главных достоинств этой породы).

## История породы
Издавна, ещё c XVI века, лаготто-романьоло моряки использовали для охраны парусников. Затем, в XVII—XVIII веках собак этой породы стали применять в охоте на воде. Лаготто великолепно умели приносить подстреленную дичь и вообще обладали всеми нужными навыками охотничьей собаки. Но в начале XIX столетия многие водоемы Италии, рядом с которыми охотились лаготто, были осушены, и итальянским охотникам за водоплавающими птицами больше нечего было делать, равно как и их собакам. Однако последним все же нашлось применение — добыча трюфелей. У лаготто-романьоло отличное чутьё, эти собаки способны находить грибы, даже если они растут на глубине 50-60 см. Сейчас лаготто-романьоло — это собаки-грибники, охотники за трюфелями.

В 1988 году на родине лаготто — в Италии — был организован первый клуб породы. А в 1991 году порода была признана, спустя четыре года последовало официальное утверждение собак FCI.
Лаготто романьоло используются в полиции, обнаруживают наркотики и т. д.

## Внешний вид

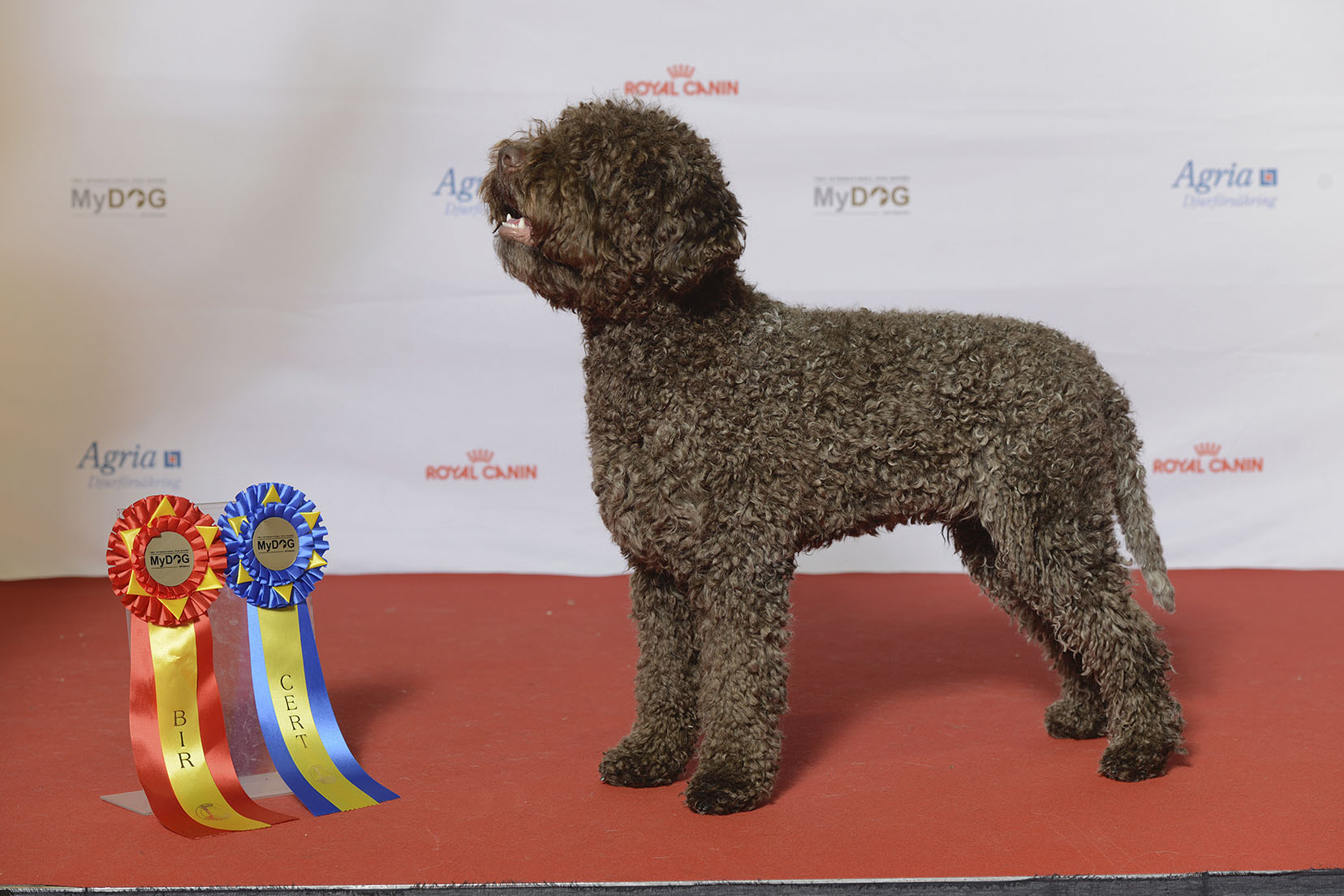
Лаготто-романьоло на выставке

Согласно стандарту породы, лаготто-романьоло — это крепкая собака, пропорционально сложенная, среднего роста.
Высота кобелей (в холке) в идеале не должна превышать 46 см, но допускаются размеры от 43 см до 49 см.
Высота сук — от 41 см до 46 см. Идеальным для них считается рост, равный 43 см.
Оптимальный вес для кобелей — около 13-16 кг, для сук — 11-14 кг.
Голова должна быть некрупной, чуть длиннее морды. Переход ото лба к морде едва заметен. Спинка носа прямая, крупная мочка. Глаза довольно крупные, округлые. Их глаза зависят от основного окраса собаки. Могут варьироваться от охристого до светло- и тёмно-коричневого. Уши средних размеров, висячие, в форме треугольника, закруглённые книзу. Хвост саблевидный, к концу немного сужается. Находится ниже линии спины.
Шёрстный покров довольно густой, курчавый, жёсткий на ощупь. Густой, водонепроницаемый подшёрсток. Умеренная длина прядей. Завитки и пряди располагаются практически по всему телу. Окрас от тёмного коричневого до белого, белого с рыжими и коричневыми пятнами. Встречаются смешанные оттенки. Изредка на морде проявляется тёмная (по сравнению с окрасом тела) или, напротив, более светлая маска.

## Особенности характера

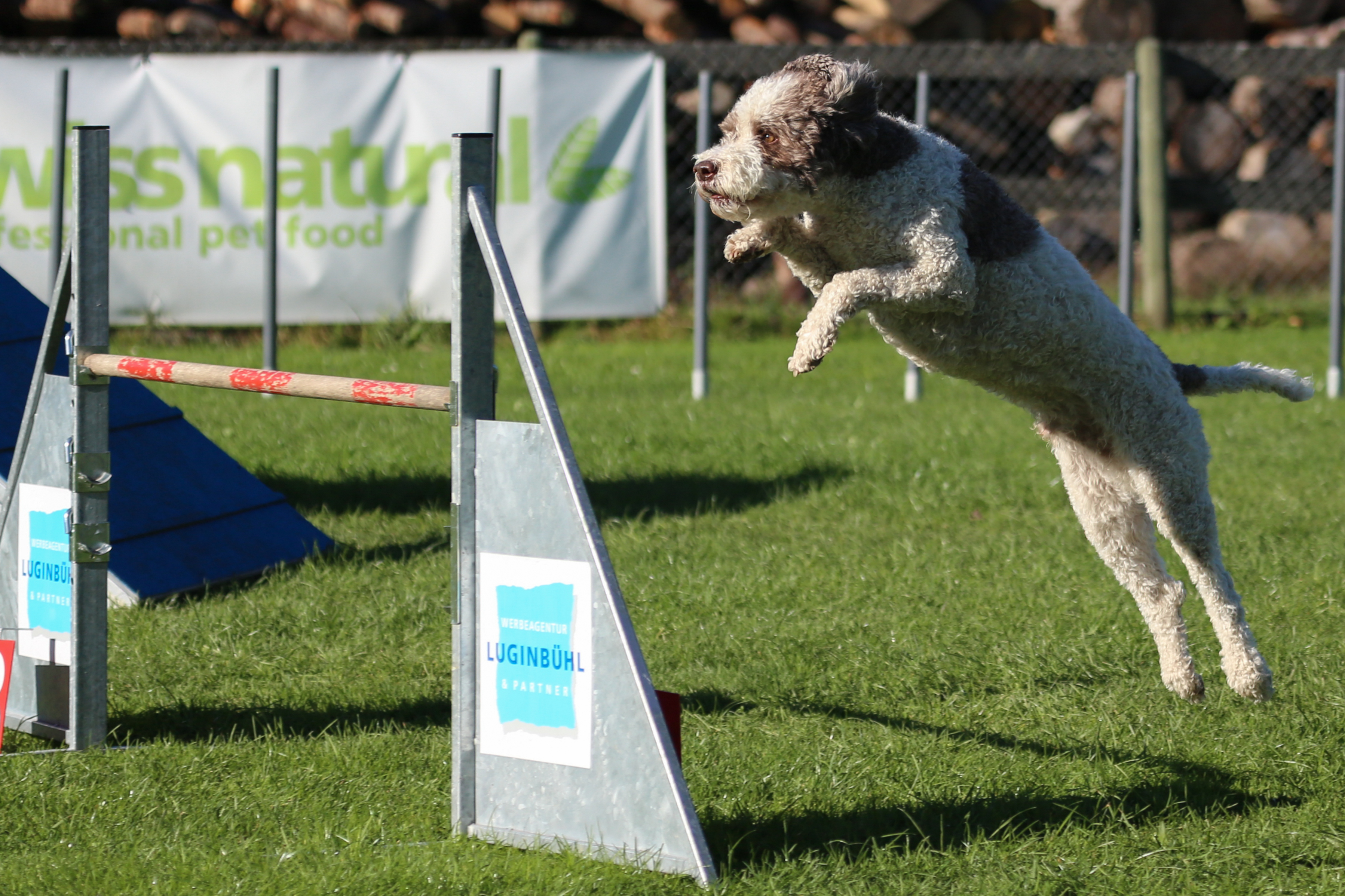
Лаготто на аджилити

Лаготто — общительная, дружелюбная, миролюбивая собака. Не выносит одиночества, предпочитает находиться всегда рядом с хозяином. Лаготто-романьоло, несмотря на весёлый нрав, является очень трудолюбивой, легко обучаемой и активной в работе собакой. Недаром её используют в полиции — лаготто способна полностью погрузиться в работу, ни на что не отвлекаясь.
Также эта собака прекрасно относится к детям — миролюбиво и дружелюбно. Умеет ладить с другими собаками — недрачлива и незадириста.
К незнакомым личностям лаготто относится сдержанно и подозрительно. При видимом спокойствии и равнодушии, всегда будет начеку и вовремя предупредит хозяина о нежелательных действиях гостя.
Однако, принимая в расчёт все вышеперечисленные особенности, нельзя не отметить, что лаготто- романьоло — это прежде всего охотник. За долгие десятилетия, которые собака провела в кругу семьи, она не отвыкла от своих охотничьих привычек и наклонностей, не забыла свои старые обязанности. Поэтому лаготто всегда будет требовать от хозяина много времени на многочасовые прогулки, подвижные и развивающие нюх игры, активные занятия на свежем воздухе и т. д. Об этом стоит помнить, так как лаготто, не имеющая возможности в полноценной мере развивать свои склонности и удовлетворять потребности в активных занятиях, легко может заскучать, затосковать, а это очень быстро приведёт к болезни.